# Trogon maragda
El trogon maragda o trogon verd pitgroc (Trogon rufus) és una espècie d'ocell de la família dels trogònids (Trogonidae) que habita la selva humida i altres formacions boscoses al vessant del Carib d'Hondures i Nicaragua, els dos vessants de Costa Rica i Panamà, Colòmbia, Veneçuela, Guaiana, cap al sud, per l'oest dels Andes, fins a l'oest de l'Equador i per l'est dels Andes a través de l'est de l'Equador i del Perú i Brasil fins a l'est del Paraguai i nord-est de l'Argentina.